# 총가어 위키백과

총가어 위키백과는 총가어로 운영되는 위키백과 언어판이다. 2004년 3월 19일에 시작되었다. 기호는 ts이다.